# Carlo Ranzoni

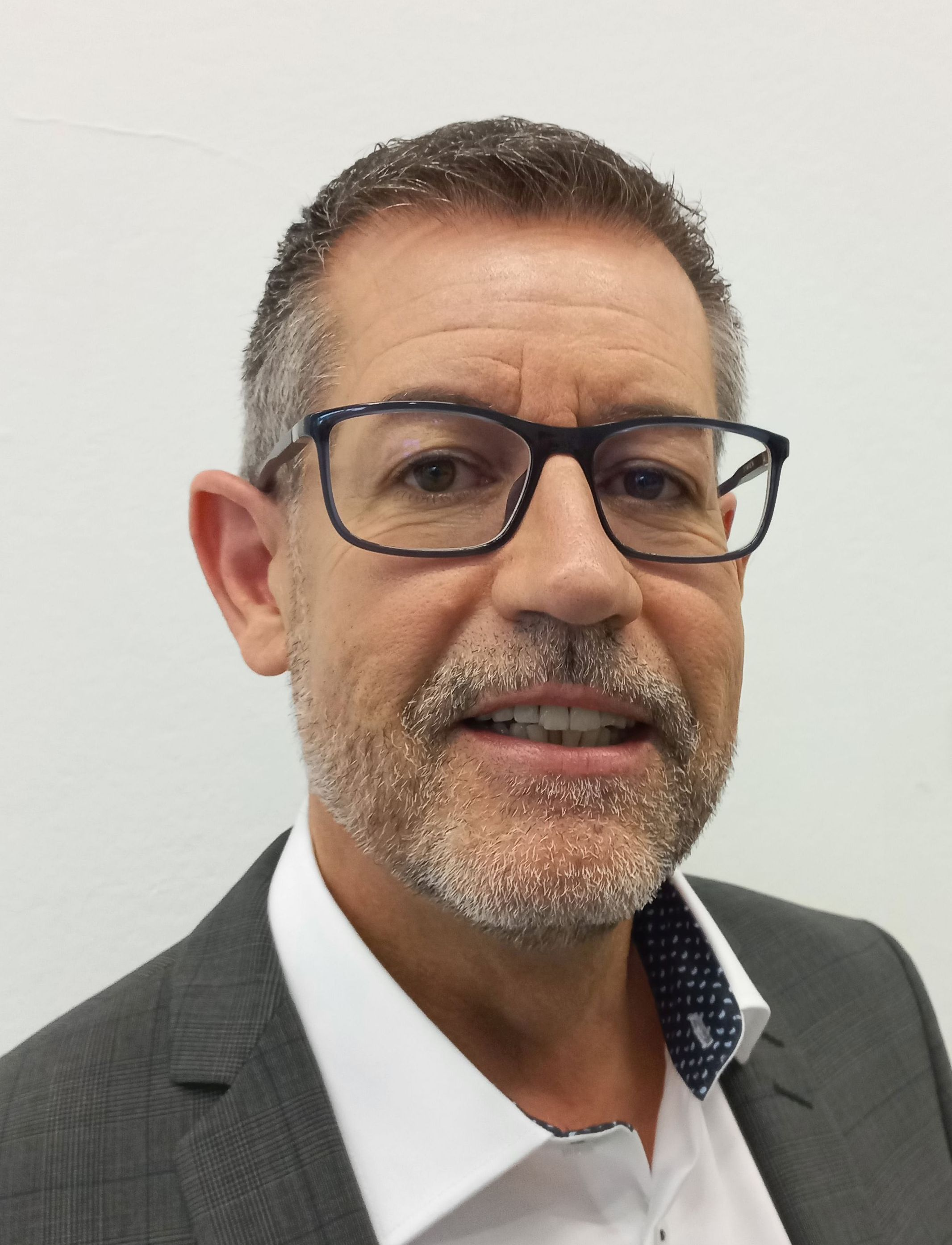
Carlo Ranzoni (2023)

Carlo Ranzoni (* 2. November 1965 in St. Gallen) ist ein Schweizer Jurist und war als Vertreter Liechtensteins Richter am Europäischen Gerichtshof für Menschenrechte.

## Leben und Wirken
Ranzoni studierte von 1985 bis zu seinem Abschluss 1989 Rechtswissenschaften an der Universität St. Gallen. 1992 legte er in St. Gallen sein Advokaturexamen ab und arbeitete anschliessend als Gerichtsschreiber am Kantonsgericht St. Gallen. 2001 wechselte er nach einer Anfrage des liechtensteinischen Justizministeriums an das Fürstliche Landgericht in Vaduz. Dort war er bis 2015 als Richter tätig und arbeitete beratend an zahlreichen Gesetzesvorhaben mit. Ab 2011 war er Leiter der Liechtensteiner Fachgruppe gegen sexuellen Missbrauch von Kindern und Jugendlichen. Er wirkte auch als Vertreter Liechtensteins beim Komitee des Europarates zu Fragen des Schutzes von Kindern gegen sexuellen Missbrauch und bei weiteren Komitees. So arbeitete er an der Lanzarote-Konvention mit. Im April 2015 wurde Ranzoni als Nachfolger von Mark Villiger als Vertreter Liechtensteins zum Richter am Europäischen Gerichtshof für Menschenrechte gewählt. Er trat am 1. September 2015 sein Amt an; seine Amtszeit dauerte planmäßig bis 31. August 2024. Sein Nachfolger als Vertreter Liechtensteins am EGMR wurde Alain Chablais.